# گشت پنجه‌ای: فیلم
گشت پنجه ای: فیلم یک انیمیشن کمدی-ماجراجویی کانادایی به کارگردانی کال برانکر است که بر اساس مجموعه تلویزیونی گشت پنجه ای، ساخت کیث چاپمن، شکل گرفته‌است. این فیلم توسط شرکت اسپین مستر تهیه و به دست شرکت میکروس ایمیج طراحی و ساخته شده‌است. فیلمنامه ی انیمیشن را بیلی فرولیک و باب بارلن نوشتند. این اولین فیلم از سری فیلم‌های برنامه‌ریزی شده برای مجموعه گشت پنجه‌ای، توسط مجموعه اسپین مستر است.
داستان فیلم، پیرامون رایدر و توله سگ‌هایی است که به شهر ماجراجویی فراخوانده می‌شوند تا شهردار هامدینگر را از ایجاد هرج و مرج در شهر بازدارد. این فیلم تقریباً به‌طور کامل در کانادا تولید شده‌است. به گفته کال برانکر «۹۵ درصد از انیمیشن در کانادا ساخته شده‌است، کل فیلم به استثنای برخی گویندگی‌ها» چندین بازیگر از مجموعه اصلی نقش‌های خود را تکرار کردند، از جمله کینگزلی مارشال (به عنوان صدای مارشال)، کیگان هدلی (رابل)، شایل سیمونز (زوما)، لیلی بارتلام (اسکای) و ران پردو (صداگذاری دو شخصیت کاپیتان توربت و شهردار هومدینگر). در اولین نقش بازیگری یا صداپیشگی خود، ایان آرمیتیج، مارسای مارتین، یارا شهیدی، کیم کارداشیان، رندال پارک، داکس شپارد، تایلر پری، جیمی کیمل و ویل بریسبین نیز به صدا پیشگان اصلی پیوستند.
این انیمیشن برای اولین بار در فرش قرمز میدان لستر لندن در ۸ اوت ۲۰۲۱ به نمایش درآمد، بعداز آن در ۹ اوت در انگلستان و ایرلند و در ۲۰ اوت در کانادا و ایالات متحده به صورت تئاتر به نمایش درآمد. همچنین در همان روز در پارامونت+ در دسترس قرار گرفت. این فیلم اکثراً نقدهای مثبت منتقدان را دریافت کرد و در گیشه موفق بود و با بودجه ۲۶ میلیون دلاری ۹۲٫۵ میلیون دلار در سراسر جهان فروش کرد.